# Bleiburg
Bleiburg (en slovène : Pliberk) est une ville autrichienne du district de Völkermarkt en Carinthie.

## Géographie
La ville se trouve dans le sud-est du pays, près de la frontière avec la Slovénie. Elle est située dans la vallée de la Drave, au pied nord du massif de Petzen (2 126 m) dans les Karavanke.

## Histoire

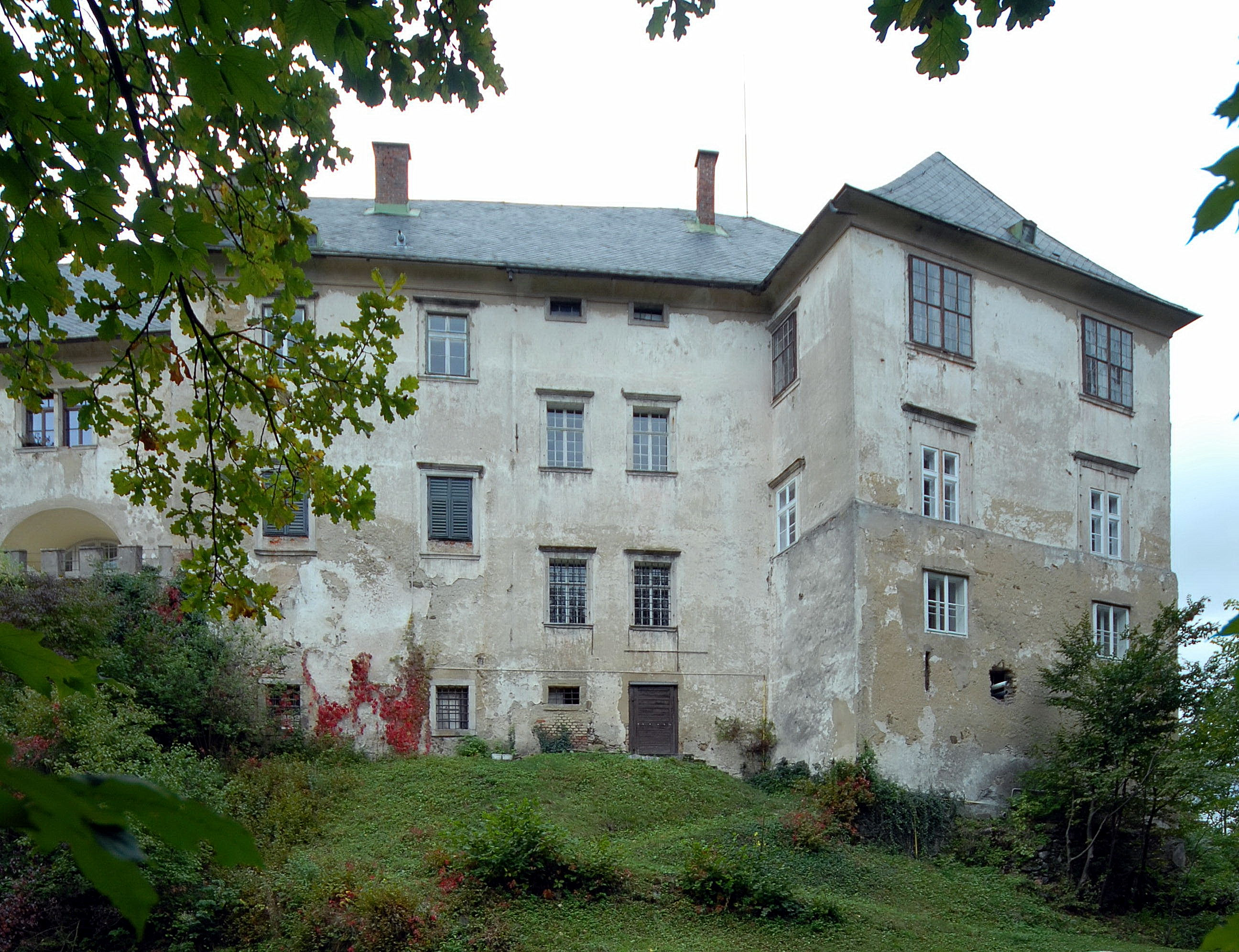
Le château.

Au VIIe siècle, la région faisait partie de la principauté slave de Carantanie. On trouve la première mention du lieu de Liupicdorf vers l'an mil, dans un acte de l'évêque Albuin de Brixen(Bressanone). Le nom du château de Pliburch, situé dans le duché de Carinthie, est attesté depuis 1228.
La propriété appartenait à des familles comitales; en 1368, Bleiburg fut assiégé et pris par les souverains de la maison de Habsbourg. Elle a reçu des droits municipaux deux ans plus tard, puis le droit de tenir marché par le duc Albert III d'Autriche. Bleiburg est depuis toujours un centre culturel des populations slovènes en Carinthie.
Après la fin de la Seconde Guerre mondiale, le massacre de Bleiburg se produisit avec l'extradition des formations de la Garde nationale slovène, de l'Armée territoriale croate et des Oustachis à l’Armée populaire yougoslave de Josip Broz Tito par les troupes britanniques d'occupation.

## Personnalités
- Kiki Kogelnik (1935–1997), artiste.
- Johann Kresnik (1939-), danseur, chorégraphe et metteur en scène.
- Franz Staudegger (1923-1991),  militaire autrichien et chef de char allemand.
- Rainer Schönfelder (1977-), skieur alpin.